# Vipin Kumar
Vipin Kumar (* 21. Oktober 1956 in Muzaffarnagar, Uttar Pradesh) ist ein indisch-US-amerikanischer Informatiker.
Kumar studierte Elektronik und Kommunikationstechnik am Indian Institute of Technology Roorkee mit dem Bachelor-Abschluss 1977 und am Philips International Institute in Eindhoven mit dem Master-Abschluss 1979 und wurde 1982 an der University of Maryland, College Park, in Informatik promoviert (A unified approach to problem solving search procedures). Ab 1983 war er Assistant Professor an der University of Texas at Austin und ab 1989 Associate Professor und ab 1995 Professor an der University of Minnesota, an der er seit 2005 William Norris Professor war und außerdem ab 2015 Regents Professor ist. 1998 bis 2005 war er dort Direktor des Army High Performance Computing Research Center (AHPRCRC)  und 2005 bis 2015 Vorstand der Abteilung Informatik.
Er befasst sich mit Data Mining und Hochleistungsrechnern (massiv parallelen Rechnern) insbesondere mit Anwendungen in künstlicher Intelligenz, Klima und Ökosystemen und im Gesundheitswesen. Er ist leitender Wissenschaftler eines mit 10 Millionen Dollar vom NSF dotierten Projekts Understanding Climate Change- A data driven approach. Kumar ist bekannt für die Entwicklung des Konzepts der Isoeffizienz-Metrik zur Auswertung der Skalierbarkeit von Parallelrechner-Algorithmen und Parallelalgorithmen und Software für die Faktorisierung dünn besetzter Matrizen (PSPASES) und Graph-Unterteilung (METIS, ParMetis, hMetis). Von ihm stammen Lehrbücher über Parallelrechnen und Data Mining.
Er ist Herausgeber und einer der Gründer des Journal of Statistical Analysis and Data Mining und Mitgründer der SIAM International Conference on Data Mining.
2012 erhielt er den ACM SIGKDD Innovation Award (der Sparte Knowledge Discovery and Data Mining (KDD) der ACM) und 2016 den Sidney Fernbach Award. Er ist Fellow von IEEE, ACM, SIAM und der American Association for the Advancement of Science.

## Schriften (Auswahl)
Bücher:
- mit Ananth Grama, Anshul Gupta, George Karypis: Introduction to Parallel Computing, Addison-Wesley 1993, 2. Auflage 2003
- mit Pang-Ning Tan, Michael Steinbach: Introduction to Data Mining, Addison-Wesley 2005
- mit Gaurav Pandey, Chad L. Myers, Michael Steinbach: Computational Approaches for Protein Function Prediction, Wiley 2008
- Herausgeber mit Christian Suttner u. a.: Parallel Processing for Artificial Intelligence, 2 Bände, North Holland 1994

Aufsätze:
- mit G. Karypis: A fast and high quality multilevel scheme for partitioning irregular graphs, SIAM Journal on Scientific Computing, Band 20, 1998, S. 359–392
- mit G. Karypis: Multilevel k-way partitioning scheme for irregular graphs, Journal of Parallel and Distributed computing, Band 48, 1998, S. 96–129
- mit G. Karypis, E. H. Han: Chameleon: Hierarchical clustering using dynamic modeling, Computer, Band 32, 1999, S. 68–75
- mit G. Karypis, R. Aggarwal, S. Shekhar: Multilevel hypergraph partitioning: applications in VLSI domain, IEEE Transactions on Very Large Scale Integration (VLSI) Systems, Band 7, 1999, S. 69–79
- mit M. Steinbach, G. Karypis: A comparison of document clustering techniques, KDD workshop on text mining, 400, 2000, S. 525–526
- mit X. Wu u. a.: Top 10 algorithms in data mining, Knowledge and Information systems, Band 14, 2008, S. 1–37
- mit V. Chandola, A. Banerjee: Anomaly detection: A survey, ACM Computing Surveys, Band 41, 2009, S. 15